# Società internazionale degli storici olimpici
La Società internazionale degli storici olimpici (in inglese International Society of Olympic Historians, abbreviata in ISOH) è un'associazione culturale non-profit il cui scopo è promuovere e studiare il movimento olimpico nel suo insieme e l'evolversi dei Giochi olimpici in particolare.
Questo proposito viene perseguito dagli studiosi e dagli storici che aderiscono al progetto essenzialmente attraverso ricerche analitiche e raccolte di dati storico-statistici riguardanti, appunto, il movimento olimpico e le Olimpiadi. L'esito di tale ricerche viene poi periodicamente divulgato attraverso i normali canali editoriali, grazie alla collaborazione degli associati.
La fondazione della International Society of Olympic Historians avvenne durante un incontro, tutto sommato molto informale, svoltosi a Londra (Regno Unito) nel dicembre 1991.
L'idea di costituire una società storica olimpica trovava origine da un fitto scambio di corrispondenza, durato diversi anni, intercorso principalmente tra lo statunitense Bill Mallon e lo svedese Ture Widlund.
Il 5 dicembre 1991 un gruppo di potenziali membri della nascente società si incontrò al Duke of Clarence, un piccolo pub del quartiere londinese di Kensington. Alla riunione presero parte Ian Buchanan, Peter Matthews e Stan Greenberg per la Gran Bretagna, Ove Karlsson e Ture Widlund per la Svezia, Bill Mallon e David Wallechinsky per gli Stati Uniti.
All'incontro erano stati invitati ma non poterono parteciparvi - inviarono però le loro scuse per l'assenza -  Anthony Bijkerk e Pim Huurman (Paesi Bassi), Peter Diamond e John Lucas (Stati Uniti), Erich Kamper (Austria), Volker Kluge (Germania) e Wolf Lyberg (Svezia).
Attualmente la Società internazionale degli storici olimpici (in sigla: ISOH) conta circa 300 membri appartenenti a cinquanta nazioni, e pubblica - con cadenza quadrimestrale - lo Journal of Olympic History (inizialmente intitolato con il motto olimpico Citius!, Altius!, Fortius!). Dalla fondazione al 2000 la società è stata presieduta dal britannico Ian Buchanan dopo di che la guida è passata allo statunitense Bill Mallon. Dal 2004 al 2012 il presidente è stato il tedesco Karl Lennartz.